# Theodor Reh
Pour les articles homonymes, voir Reh (homonymie).
Jacob Ludwig Theodor Reh (né le 4 novembre 1801 à Darmstadt et mort le 31 mars 1868 dans la même ville) est un homme politique hessois.

## Biographie
Reh étudie en 1818-1822 le droit aux universités de Giessen et de Heidelberg. En 1821, il entre dans la fonction publique de Hesse, de 1822 jusqu'à la fin de sa vie, il travailla comme avocat dans sa ville natale. À partir de 1837, il est membre du conseil d'administration de la caisse d'épargne de Darmstadt (de).
Dès 1819, il commence comme membre de la fraternité (1818: Fraternité chrétienne-allemande / Fraternité miroir honoraire Gießen ; 1819: Gießener Allgemeine Burschenschaft Germania ; 1821: Alte Heidelberger Burschenschaft (de)) avec des actions politiques, notamment la revendication de la liberté de la presse. En 1834-1835, il est membre de la deuxième chambre des États du Grand-Duché de Hesse pour la circonscription d'Umstadt. Il est également député de la Chambre de 1847 à 1856. En 1837, il est emprisonné pour son soutien à la liberté de la presse pendant trois mois de détention, mais finalement acquitté. La même année, il devient membre du conseil municipal de Darmstadt.
En mars 1848, il devient délégué du Pré-parlement à Francfort-sur-le-Main et membre du Comité des cinquante. Du 19 mai 1848 jusqu'au 30 mai 1849, il est membre du parlement de Francfort pour Offenbach am Main. Il est membre de plusieurs comités de l'église Saint-Paul de Francfort, y compris le Comité des finances, le Comité constitutionnel et la Députation impériale. De 10 au 12 mai 1849, il est premier vice-président, puis jusqu'au 30 mai en tant que président de parlement. Il est donc le dernier président du parlement, qui s'est tenu le 31 mai 1849 et s'installe à Stuttgart en tant que parlement croupion radicalisé.
En juillet 1849, il rejoint le comité de rédaction du principal journal libéral Deutsche Zeitung. En 1850, Reh est membre du Parlement de l'Union d'Erfurt, jusqu'en 1856, il est membre des domaines de Hesse.

## Famille
Reh est le fils du juge Justus Jakob Balthasar Reh (1753-1820) et de son épouse Friederike Luise Sophie Reh, née Draudt (1766-1854).
Rehse se marie une première fois le 11 septembre 1824 à Butzbach avec Karoline Theodore Luise Weidig (1802-1843). De ce mariage est née Wilhelmine Natalie Reh, qui épouse Wilhelm Liebknecht en août 1868. Il est lié au pasteur Friedrich Ludwig Weidig par l'intermédiaire de sa femme, dont il a pris la défense. Après la mort de sa première femme, Reh se marie le 28 mai 1846 à Darmstadt Oktavia Caliga (1826–1887). De ce mariage sont nés les fils Friedrich Caliga-Reh (de), un chanteur d'opéra, et Heinrich Reh (de), qui suivra plus tard les traces de son père en tant que membre libéral du parlement de l'État.